# Paralimna pseudornata
Paralimna pseudornata är en tvåvingeart som beskrevs av Canzoneri 1986. Paralimna pseudornata ingår i släktet Paralimna och familjen vattenflugor.
Artens utbredningsområde är Sierra Leone. Inga underarter finns listade i Catalogue of Life.